# Nyabuyumbu
Nyabuyumbu är ett vattendrag i Burundi.   Det ligger i provinsen Gitega, i den centrala delen av landet, 80 km öster om huvudstaden Bujumbura.
Omgivningarna runt Nyabuyumbu är en mosaik av jordbruksmark och naturlig växtlighet. Runt Nyabuyumbu är det ganska tätbefolkat, med 100 invånare per kvadratkilometer.